# Nacjonalizacja w Polsce
Nacjonalizacja w Polsce została dokonana na szeroką skalę po II wojnie światowej.
Nacjonalizacja zaczęła się od aktów normatywnych wydanych przez PKWN (w tym dekretu o przeprowadzeniu reformy rolnej z 6 września 1944 r) i Krajową Radę Narodową (KRN) (m.in. Dekret Bieruta z 1945 r.), a następnie na podstawie ustaw Sejmu PRL.

## Nacjonalizacja wPolsce Ludowej(propagandowa nazwa państwa 1944-1989)
Podstawę prawną stanowiła ustawa Krajowej Rady Narodowej z dnia 3 stycznia 1946 r. o przejęciu na własność Państwa podstawowych gałęzi gospodarki narodowej, a zmienił ją dekret Rady Ministrów z mocą ustawy z dnia 20 grudnia 1946 r. o zmianie ustawy o przejęciu na własność Państwa podstawowych gałęzi gospodarki narodowej.
Na mocy uchwały Rady Ministrów, spod ustawy wyłączono przedsiębiorstwo komunikacyjne stanowiące własność „Międzynarodowego Towarzystwa Wagonów Sypialnych i Wielkich Ekspresów Europejskich”.
Upaństwowienie za odszkodowaniem obejmowało zakłady przemysłowe zatrudniające więcej niż 50 robotników na jedną zmianę. Wyjątkami były przedsiębiorstwa należące do obywateli Rzeszy oraz zdrajców i kolaborantów, które przejmowane były bez odszkodowania i bez względu na wielkość, jak też przedsiębiorstwa należące do 17 wymienionych w ustawie kluczowych gałęzi, nacjonalizowane bez względu na wielkość.
W praktyce zagranicznym udziałowcom polskich przedsiębiorstw (oprócz Niemców) wypłacono realne odszkodowania, a udziałowcom krajowym zaoferowano natomiast namiastki rekompensaty w papierach wartościowych.
Zgodnie z ustawą z 3 stycznia 1946 roku większość przedsiębiorstw prywatnych została w Polsce znacjonalizowana. Odbyła się ona na następujących warunkach:
Bez odszkodowania przeszły na własność państwa przedsiębiorstwa należące do wroga lub kolaborantów, czyli:
- Rzeszy Niemieckiej i byłego Wolnego Miasta Gdańska,
- obywateli Rzeszy Niemieckiej i byłego Wolnego Miasta Gdańska z wyjątkiem osób narodowości polskiej lub innej przez Niemców prześladowanej,
- niemieckich i gdańskich spółek z wyłączeniem spółek publicznych,
- spółek kontrolowanych przez obywateli niemieckich lub gdańskich albo przez administrację niemiecką lub gdańską,
- osób, które zbiegły do nieprzyjaciela.

Za odszkodowaniem (teoretycznym – często było ono znikome, albo wcale niewypłacane) znacjonalizowano:
- przedsiębiorstwa należące do szczególnie istotnych gałęzi przemysłu (górnictwo, hutnictwo, elektrownie, włókiennictwo i wiele innych);
- wszystkie inne przedsiębiorstwa, które mogły zatrudnić więcej niż 50 osób na jedną zmianę (przy produkcji). Wyłączone z tej kategorii zostały przedsiębiorstwa budowlane, a dla przedsiębiorstw produkujących wyroby niepowszechnego użytku, bądź mało zmechanizowanych, bądź o charakterze pionierskim i sezonowym ustalono wyższe limity (100, 150, a nawet 200 osób na jedną zmianę);
- Przedsiębiorstwa transportowe i telekomunikacyjne;
- Tylko przedsiębiorstwa, które istniały w chwili wejścia w życie ustawy.

Nie nacjonalizowano przedsiębiorstw należących do związków samorządowych, międzykomunalnych, spółdzielni albo związków spółdzielni. Władza ludowa zajęła się nimi w latach 70. XX wieku, gdy musiały produkować na rzecz socjalistycznych gigantów. W jej wyniku zabrakło drobnych produktów, np. pasty do butów.
Inne dekrety objęły nacjonalizacją niektóre majątki ziemskie oraz lasy powyżej 25 ha. Właścicieli wypędzono poza granice powiatu. W Warszawie, której zabudowa została zniszczona w 84% po lewej stronie Wisły, a w 65% uwzględniając Pragę, znacjonalizowano wszystkie nieruchomości w przedwojennych granicach miasta na podstawie tzw. dekretu Bieruta. Większości właścicieli nie wypłacono żadnych odszkodowań, albo były one bardzo niskie.
Prywatną własnością pozostały prywatne domy, czy mieszkania oraz gospodarstwa chłopskie. Kolektywizacja rolnictwa w Polsce przebiegała w sposób inny niż w krajach sąsiednich, ponieważ zasadnicza większość gruntów rolnych pozostała w rękach prywatnych.

### Przyczyny nacjonalizacji
- Potrzeba wymierzenia sprawiedliwości i racjonalnego rozporządzenia mieniem poniemieckim

W czasie okupacji znaczna część polskiego przemysłu została skonfiskowana przez Trzecią Rzeszę.
Na terenach włączonych do Rzeszy miało miejsce:
- Konfiskata przedsiębiorstw przemysłowych, handlowych i warsztatów rzemieślniczych należących do Polaków
- Konfiskata całej własności osób, które uciekły przed wojskami niemieckimi
- Faktyczne pozbawienie własności ludności żydowskiej (do której należało 50% świadectw przemysłowych w przedwojennej Polsce)
- Konfiskata całego mienia byłego państwa polskiego
- Faktyczna konfiskata własności kapitału zagranicznego, albo wprowadzenie niemieckiej kontroli nad nim
- Wcielanie przejętych przedsiębiorstw do już istniejących koncernów niemieckich

Na terenach Generalnego Gubernatorstwa:
- Teoretyczne poszanowanie polskiej własności. Faktycznie przejmowanie kontroli nad kluczowym przemysłem poprzez tymczasowy zarząd komisarzy, a potem koncerny niemieckie
- Konfiskata całego mienia byłego państwa polskiego
- Z czasem przenoszenie kluczowych przedsiębiorstw w głąb Rzeszy, niszczenie małych, by były surowce i siła robocza dla przemysłu obronnego
- Karne konfiskaty i przyznawanie przedsiębiorstw Niemcom w nagrodę za zasługi na froncie

Z tych powodów pod koniec wojny praktycznie tylko kolaborujący Polacy zachowali własność swoich fabryk. Wojna spowodowała olbrzymie, często nieodwracalne zmiany w przemyśle polskim – zarówno w jego strukturze, jak i wartości. Wiele przedsiębiorstw przestało istnieć, inne zostały połączone, właściciele kolejnych byli nieznani. Ponadto w nowych granicach Polski znalazło się wiele fabryk poniemieckich.
- Chęć umocnienia suwerenności gospodarczej i politycznej państwa

Jak powiedział deputowany do KRN Aleksander Zawadzki: „Mieliśmy Zagłębie i Śląsk, mogliśmy mieć dosyć węgla, stali i żelaza, a nie mieliśmy armat, nie mieliśmy czołgów, nie mieliśmy samolotów, gdy nadszedł tragiczny rok 1939. Bo ciężki przemysł Zagłębia, Śląska i innych ośrodków służył interesom prywatnego, rodzimego i zagranicznego kapitału, a w tym kapitale wielki udział mieli Niemcy.”
Większość zakładów przemysłowych zatrudniających powyżej 100 osób na jedną zmianę należała do kapitału zagranicznego (4,4% przedsiębiorstw, 64,7% pracowników). Na nacjonalizację tych przedsiębiorstw zgadzała się nawet opozycja, obawiając się jedynie o zbytnie obciążenie wyniszczonego wojną państwa odszkodowaniami.
- Konieczność szybkiej i planowej odbudowy kraju

Referat ministra przemysłu z IX sesji KRN: „Można prowadzić organizm państwowy w określonym kierunku, gdy ma się w ręku ster tego organizmu. A ster – to podstawowe gałęzie gospodarki narodowej. Bez planu nie ma odbudowy.”
Z tego też powodu ustalono limit zatrudnienia na 50 osób na jednej zmianie – podwyższenie go do 100 powodowałoby pozostawienie w rękach prywatnych takich gałęzi przemysłu jak elektrotechniczny, garbarski, skórzany, włókienniczy etc., przez co państwo nie mogłoby zadbać o wszechstronną odbudowę kraju (zakładano, że tylko państwo może poradzić sobie z takim zadaniem).
- Plany stworzenia nowego systemu ekonomiczno-społecznego – socjalizmu

Rezolucja z wiecu pracowników przemysłu Łodzi: „Upaństwowienie przemysłu jest po reformie rolnej dalszym podstawowym osiągnięciem demokracji polskiej na drodze do odbudowy Polski Ludowej bez obszarników i kapitalistów.”
- Potrzeba prawnego usankcjonowania już dokonanych przemian

Wiele fabryk zostało zabezpieczonych, a potem uruchomionych przez samych robotników. Z punktu widzenia nowej władzy, było to zjawisko korzystne, które należało utrzymać.
- Konieczność zabezpieczenia przed reprywatyzacją

Sprawozdanie KW PPR z terenu Zagłębia i Śląska: „Zlatują się dawni, przedwojenni kombinatorzy, byli fabrykanci, obszarnicy, słowem tzw. rekiny przemysłowe, które tu szukają pola do działania i pod różnymi maskami próbują wkręcać się do rozmaitych przedsiębiorstw, fabryk, kopalń, hut, by prowadzić robotę dywersyjną”.
Chciano szybko upaństwowić przemysł, zanim zdążą jego część odzyskać przedwojenni właściciele, aby nie zdążyli dokonać „sabotażu”, czyli np. tak go zmodyfikować by nie kwalifikował się do nacjonalizacji.
Ustawa o majątkach opuszczonych i porzuconych z 6 maja 1945 regulowała stan dwóch rodzajów majątku:
- majątek porzucony, który był własnością lub w posiadaniu państwa niemieckiego, lub osób, które zbiegły do nieprzyjaciela bezpowrotnie przechodził na rzecz skarbu państwa.

- majątek opuszczony, który z powodu wojny nie był w posiadaniu właściciela, jego prawnych następców lub osób prawnie ich reprezentujących miał być na wniosek właściciela jemu przywrócony „niezależnie od tego, w czyim posiadaniu majątek ten się znajduje”.

Ten stan rzeczy dopuszczał przechodzenie zakładów przemysłowych w ręce prywatne, choć faktycznie było to utrudnione.
Z tych przyczyn PPR przeforsowała w KRN ustawę nacjonalizacyjną. Zarówno opozycja krajowa, jak i londyńska proponowała pewien stopień upaństwowienia, zwłaszcza mienia poniemieckiego, ale chciała albo tylko wywłaszczenia niektórych przedsiębiorstw strategicznych (jak kopalnie i koleje – na wzór nacjonalizacji angielskiej), albo tylko przedsiębiorstw z kapitałem zagranicznym (propozycja SL (lubelskie)), albo uspołecznienia przemysłu (część PPS).